# 全坊
全坊，是中华人民共和国江西省抚州市金溪县合市镇下辖的一个全姓古村落，距离县城14公里，现存古建筑77栋，2条石板街，3座祠堂，科第、节孝两座牌坊。
2014年11月25日，全坊村公布为第三批中国传统村落。
2019年1月21日公布，全坊村公布为第七批中国历史文化名村。

## 文物保护单位
以下为金溪县全坊村范围内的江西省文物保护单位：
| 名称                | 编号    | 类型   | 所在 | 时代 | 图片 |
| ------------------- | ------- | ------ | ---- | ---- | ---- |
| 金溪宗祠 - 贵和公祠 | 6-3-042 | 古建筑 |      |      |      |